# Downton Abbey
Downton Abbey é uma série de televisão britânica, do gênero drama histórico, ambientada no início do século XX, criada e co-escrita por Julian Fellowes. Produzida pela companhia Carnival Films, a série estreou em 20 de setembro de 2010 na rede ITV no Reino Unido, e na PBS nos Estados Unidos. Esta última apoiou a produção da série a partir de 9 de janeiro de 2011, como parte de sua antologia Masterpiece Classic. O Castelo de Highclere, localizado em Hampshire, foi usado nas filmagens exteriores de Downton Abbey e na maior parte das interiores. A área em que os criados moram foi construída no Ealing Studios.
Em Portugal, a série passou a ser exibida em 10 de outubro de 2011 no canal Fox Life e na SIC em 25 de fevereiro de 2012. No Brasil começou a ser exibida  pelo Globosat HD em maio de 2012 com última exibição em 14 de julho de 2012. Em 4 de abril de 2013, a GNT iniciou a exibição da primeira temporada de Downton Abbey. Atualmente no Brasil a série é exibida pela TV Cultura, além de estar disponível para assinantes dos serviços de streaming Prime Video e Globoplay.
Downton Abbey recebeu aclamação da crítica especializada; a audiência foi considerada alta para uma série de época e recebeu diversos prêmios e indicações desde a sua primeira temporada. Tornou-se a série de época britânica de maior sucesso desde Brideshead Revisited (1981), e entrou para o Livro Guinness dos Recordes, em 2011, como o "programa de televisão em língua inglesa mais aclamado pela crítica" do ano, no mesmo ano em que também venceu o Emmy de Melhor Minissérie ou Telefilme. No ano seguinte, venceu na categoria de Melhor Minissérie ou Telefilme no Globo de Ouro.
Em 26 de março de 2015, a Carnival Films e a ITV anunciaram que a sexta temporada seria a última, e a mesma foi ao ar na ITV entre 20 de setembro de 2015 e 8 de novembro de 2015. O episódio final, servindo como o anual especial de Natal, foi transmitido em 25 de dezembro de 2015. Uma homônima adaptação cinematográfica, servindo como uma continuação da série, foi confirmada em 13 de julho de 2018, e posteriormente lançada no Reino Unido em 13 de setembro de 2019, e nos Estados Unidos em 20 de setembro de 2019.

## Resumo
| Temporada | Temporada | Episódios | Episódios | Originalmente exibido  | Originalmente exibido                                    |
| Temporada | Temporada | Episódios | Episódios | Estreia da temporada   | Final da temporada                                       |
| --------- | --------- | --------- | --------- | ---------------------- | -------------------------------------------------------- |
|           | 1         | 7         | 7         | 26 de setembro de 2010 | 7 de novembro de 2010                                    |
|           | 2         | 8 (+1)    | 8 (+1)    | 18 de setembro de 2011 | 6 de novembro de 2011 25 de dezembro de 2011 (especial)  |
|           | 3         | 8 (+1)    | 8 (+1)    | 16 de setembro de 2012 | 4 de novembro de 2012 25 de dezembro de 2012 (especial)  |
|           | 4         | 8 (+1)    | 8 (+1)    | 22 de setembro de 2013 | 10 de novembro de 2013 25 de dezembro de 2013 (especial) |
|           | 5         | 8 (+1)    | 8 (+1)    | 21 de setembro de 2014 | 9 de novembro de 2014 25 de dezembro de 2014 (especial)  |
|           | 6         | 8 (+1)    | 8 (+1)    | 20 de setembro de 2015 | 8 de novembro de 2015 25 de dezembro de 2015 (especial)  |

### 1ª temporada (2010)
O enredo gira em torno da família fictícia Crawley e seus criados no dia-a-dia na grande mansão Downton Abbey. A família segue a jurisdição que governa a elite titulada, a qual concede títulos e propriedades exclusivamente aos herdeiros homens. Como história de fundo, o protagonista, Robert Crawley, Conde de Grantham, havia resolvido as dificuldades financeiras de seu pai casando-se com Cora Levinson, uma herdeira americana. Seu considerável dote está agora contratualmente incorporado ao compromisso jurídico perpétuo; no entanto, Robert e Cora têm três filhas e nenhum filho. Como filha mais velha, Lady Mary Crawley concorda em casar-se com seu primo em segundo grau, Patrick, filho do então herdeiro presuntivo, James Crawley. A série começa no dia seguinte ao naufrágio do RMS Titanic, em 15 de abril de 1912. A notícia chega a Downton Abbey de que James e Patrick morreram no naufrágio do transatlântico. Logo é descoberto que um primo mais distante, o advogado Matthew Crawley, filho de um médico de classe média alta, tornou-se o próximo herdeiro presuntivo. A história inicialmente se centra na relação entre Lady Mary e Matthew, que resiste a abraçar um estilo de vida aristocrático, enquanto Lady Mary resiste à sua própria atração pelo belo novo herdeiro presuntivo.

### 2ª temporada (2011)
A segunda temporada vai da Batalha do Somme, em 1916, até a pandemia de gripe espanhola de 1918. Durante a Primeira Guerra Mundial, Downton Abbey é temporariamente convertida em um hospital de convalescença para oficiais. Matthew, tendo deixado Downton, agora é um oficial do Exército Britânico e ficou noivo. Sua noiva é Lavinia Swire, filha de um ministro Liberal. Mary, embora reconheça seus sentimentos por Matthew, fica noiva de Sir Richard Carlisle, um poderoso e implacável magnata do jornal. O relacionamento deles é difícil, mas Mary se sente obrigada a casar com Carlisle depois que ele concorda em matar uma história sobre sua escandalosa indiscrição do passado. A esposa do lacaio John Bates, Vera, repetidamente causa problemas para John e Anna, que agora estão noivos, e ameaça expor a indiscrição de Mary. Quando a Sra. Bates misteriosamente comete suicídio com uma torta de arsênico, sem deixar nenhum bilhete, Bates é preso sob suspeita de seu assassinato deixando todos na mansão chocados.

### 3ª temporada (2012)
Dois anos após a morte de sua noiva Lavinia, Matthew decide se casar com Lady Mary após esta ter rompido com Sir Richard. Tom Brason, o ex-motorista da família Crawley, que se casou com Lady Sybil, chega da Irlanda com sua esposa para comparecer ao casamento. Robert, o Conde de Grantham, descobre que a maior parte da fortuna da família (incluindo o dote de Cora) foi perdida devido ao seu bem-intencionado, mas mau investimento, na Grand Trunk Railway. Nesse ínterim, Edith se apaixonou por Sir Anthony Strallen, a quem Robert desencoraja o casamento com Edith, devido à sua idade e enfermidade. Por insistência de Edith, Robert cede e dá as boas-vindas a Sir Anthony, mas embora a ame, Strallen mais tarde abandona Edith no altar. Enquanto isso, Bates tenta se esquivar de problemas na prisão; Sra. Hughes, a governata, descobre que pode estar com câncer de mama, fato que só algumas pessoas da casa ficam sabendo; Srta. O'Brien arma uma silada para Thomas Barrow, fazendo-o acreditar que Jimmy, o novo lacaio, sente atração sexual por ele, causando uma tensão entre eles e deixando Barrow em situações que podem levá-lo a ser demitido.

### 4ª temporada (2013)
Entre 1922 a 1923, a família Crawley tenta seguir em frente após as mortes inesperadas de Matthew (morto em um acidadente de carro) e Lady Sybil (morta por eclampsia). Lady Mary está em profunda tristeza pela morte de Matthew e descobre um testamento dele declarando que ela é sua única herdeira e, portanto, dá a ela o controle de sua parte na propriedade até que seu filho, George, atinja a maioridade. Com o incentivo de Tom, Mary assume um papel mais ativo na gestão de Downton, evitando novos pretendentes como Lord Gillingham e Charles Blake. Lady Edith, que começou a escrever semanalmente uma coluna de jornal, se apaixona por seu editor Michael Gregson. Devido à lei britânica, ele não pode se divorciar de sua esposa com doença mental, mas decide viajar para a Alemanha para conseguir cidadania lá, permitindo-lhe o divórcio. Ele é morto pelos camisas-pardas de Hitler durante uma rebelião, deixando Edith grávida dele em segredo. Edith fica desesperada e terá que encontrar uma maneira para escapar de escândalos.

### 5ª temporada (2014)
No ano de 1924, um exilado russo, o príncipe Kuragin, deseja renovar suas afeições anteriores pela Condessa Viúva, Violet, mãe de Robert. Em vez disso, Violet localiza sua esposa no Hong Kong britânico e reúne o príncipe e sua ex-esposa. Violet também descobre que Marigold é filha de Edith, e que a criança foi deixada com a Sra. Drewe, que ficou encarregada de criá-la. Sra. Drewe não conhece a verdadeira linhagem da menina, e começa a se ressentir das constantes visitas de Edith e isso eventualmente acarreta grandes discussões fazendo Edith levar Marigold e se mudar para Londres. A Sra. Patmore, cozinheira de Downton, decide investir sua herança em imóveis e inspira o Sr. Carson, mordomo de Downton, a fazer o mesmo. Ele sugere que a governanta chefe, Sra. Hughes, invista com ele, mas ela confessa que não tem dinheiro. A prima dos Crawleys, Lady Rose, filha de Lord e Lady Flintshire, fica noiva de Atticus Aldridge, filho de Lord e Lady Sinderby. Lady Flintshire emprega esquemas dissimulados para atrapalhar o noivado de Rose e Atticus, incluindo anunciar a todos no casamento que ela e seu marido estão se divorciando, com a intenção de causar um escândalo para impedir o casamento de Rose com Atticus.

### 6ª temporada (2015)
Em 1925, as mudanças estão ocorrendo mais uma vez em Downton Abbey conforme a classe média cresce e mais aristocratas falidos são forçados a vender suas grandes propriedades. Downton deve fazer mais para garantir sua sobrevivência futura; são consideradas reduções de pessoal, obrigando Barrow a procurar emprego em outro lugar. Todos os membros da família Crawley sabem a verdade sobre a pequena Marigold, exceto Lady Mary. Com a partida de Tom Branson para Boston, Lady Mary se torna a corretora de imóveis da família e Edith é mais prática na publicação de sua revista e contrata uma editora. Lady Violet e Isobel Crawley mais uma vez traçam linhas de batalha enquanto o governo assume o controle do hospital local. Enquanto isso, Anna sofre abortos espontâneos repetidos; O Sr. Carson e a Sra. Hughes discordam sobre onde realizar a recepção do casamento deles; e mais tarde, Tom Branson reaparece com a pequena Sybil, tendo voltado para Downton para sempre. O novo interesse amoroso de Edith, Bertie Pelham, inesperadamente sucede a seu falecido primo em segundo grau como 7º Marquês de Hexham e pede Edith em casamento. Mary consegue se acertar com Henry Talbot e iniciam um relacionamento, enquanto  isso, todos em Downton seguem animados para o casamento de Edith e Bertie.

### Filmes
As aventuras vividas pela família Crawley e sua equipe de criados em Downton, continuam nos filmes Downton Abbey, de 2019, Downton Abbey: A New Era, de 2022, e Downton Abbey 3, a ser lançado em 2025.

## Elenco e personagens
A lista abaixo contém os atores que foram creditados na sequência de abertura como principais da série. Atores que são apenas recorrentes e convidados são listados em Lista de personagens de Downton Abbey.
| Hugh Bonneville       | Robert Crawley, o Conde de Grantham           | Principal  | Principal  | Principal  | Principal  | Principal    | Principal    |
| Jessica Brown Findlay | Lady Sybil Crawley-Branson                    | Principal  | Principal  | Principal  |            |              |              |
| Laura Carmichael      | Edith Crawley-Pelham, a Marquêsa de Haxham    | Principal  | Principal  | Principal  | Principal  | Principal    | Principal    |
| Jim Carter            | Charles Carson                                | Principal  | Principal  | Principal  | Principal  | Principal    | Principal    |
| Brendan Coyle         | John Bates                                    | Principal  | Principal  | Principal  | Principal  | Principal    | Principal    |
| Michelle Dockery      | Lady Mary Crawley-Talbot                      | Principal  | Principal  | Principal  | Principal  | Principal    | Principal    |
| Siobhan Finneran      | Sarah O'Brien                                 | Principal  | Principal  | Principal  | Principal  |              |              |
| Joanne Froggatt       | Anna Smith-Bates                              | Principal  | Principal  | Principal  | Principal  | Principal    | Principal    |
| Phyllis Logan         | Elsie Hughes-Carson                           | Principal  | Principal  | Principal  | Principal  | Principal    | Principal    |
| Thomas Howes          | William Mason                                 | Principal  | Principal  |            |            |              |              |
| Rob James-Collier     | Thomas Barrow                                 | Principal  | Principal  | Principal  | Principal  | Principal    | Principal    |
| Rose Leslie           | Gwen Dawson-Harding                           | Principal  |            |            |            |              | Participação |
| Elizabeth McGovern    | Cora Crawley, a Condessa de Grantham          | Principal  | Principal  | Principal  | Principal  | Principal    | Principal    |
| Sophie McShera        | Daisy Robinson-Mason                          | Principal  | Principal  | Principal  | Principal  | Principal    | Principal    |
| Lesley Nicol          | Beryl Patmore                                 | Principal  | Principal  | Principal  | Principal  | Principal    | Principal    |
| Maggie Smith          | Violet Crawley, a Condessa Viúva de Grantham  | Principal  | Principal  | Principal  | Principal  | Principal    | Principal    |
| Dan Stevens           | Matthew Crawley                               | Principal  | Principal  | Principal  |            |              |              |
| Penelope Wilton       | Lady Isobel Grey-Merton                       | Principal  | Principal  | Principal  | Principal  | Principal    | Principal    |
| Amy Nuttall           | Ethel Parks                                   |            | Principal  | Principal  |            |              |              |
| Kevin Doyle           | Joseph Molesley                               | Recorrente | Recorrente | Principal  | Principal  | Principal    | Principal    |
| Allen Leech           | Tom Branson                                   | Recorrente | Recorrente | Principal  | Principal  | Principal    | Principal    |
| Matt Milne            | Alfred Nugent                                 |            |            | Principal  | Principal  |              |              |
| Ed Speelers           | James "Jimmy" Kent                            |            |            | Principal  | Principal  | Principal    |              |
| Lily James            | Lady Rose MacClare-Albridge                   |            |            | Recorrente | Principal  | Principal    | Principal    |
| David Robb            | Dr. Richard Clarkson                          | Recorrente | Recorrente | Recorrente | Principal  | Principal    | Principal    |
| Cara Theobold         | Ivy Sturart                                   |            |            | Recorrente | Principal  |              |              |
| Raquel Cassidy        | Phyllis Baxter                                |            |            |            | Recorrente | Principal    | Principal    |
| Tom Cullen            | Lord Anthony Foyle Gillingham                 |            |            |            | Recorrente | Principal    |              |
| Julian Ovenden        | Charles Blake                                 |            |            |            | Recorrente | Principal    |              |
| Michael Fox           | Andrew "Andy" Parker                          |            |            |            |            | Recorrente   | Principal    |
| Matthew Goode         | Henry Talbot                                  |            |            |            |            | Participação | Principal    |
| Harry Hadden-Paton    | Herbert "Bertie" Pelham, 7º Marquês de Hexham |            |            |            |            | Participação | Principal    |

## Produção

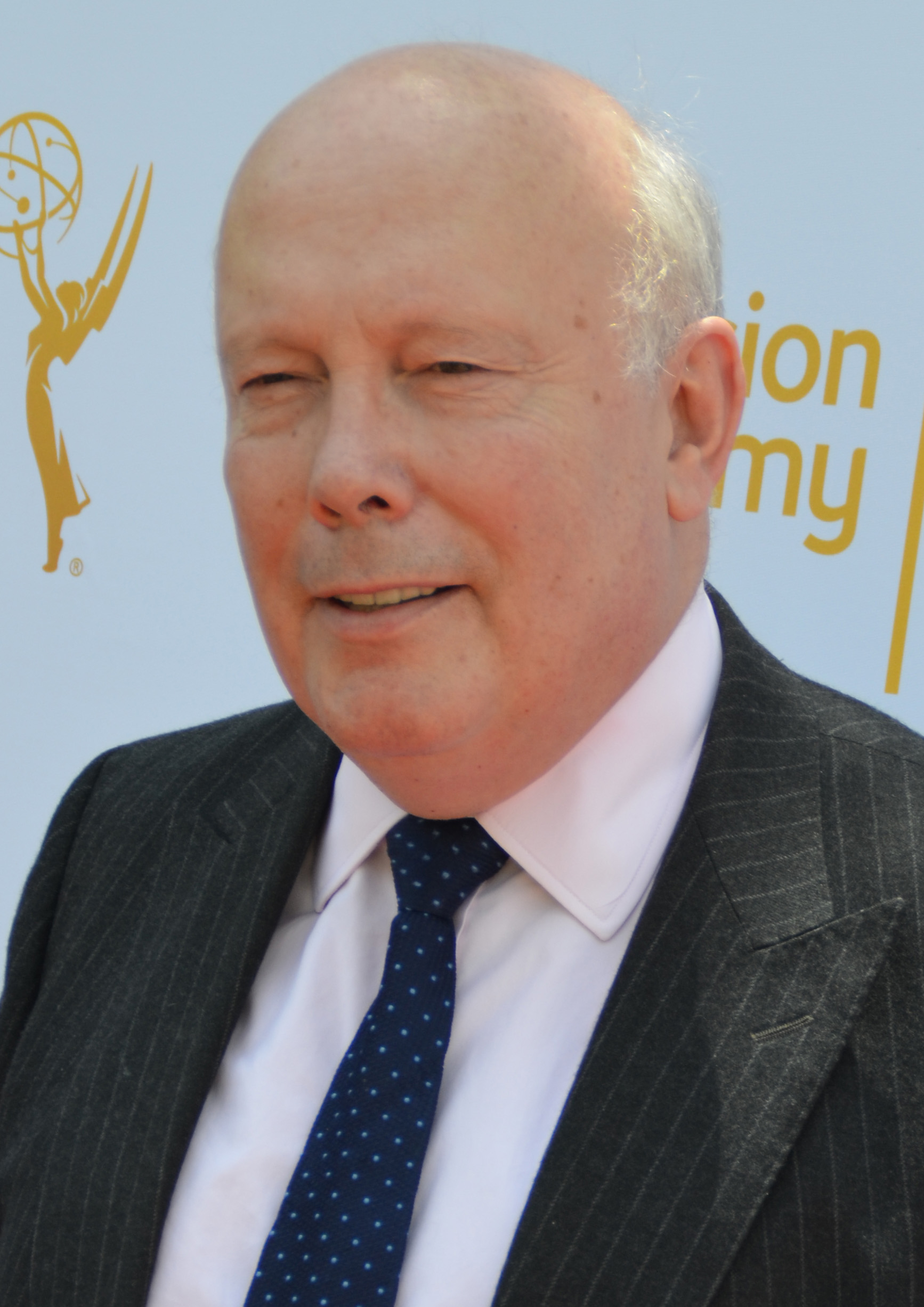
O criador de Downton Abbey, Julian Fellowes.

O projeto de Downton Abbey surgiu em 2008, depois do produtor Gareth Neame requisitar que Julian Fellowes criasse o roteiro de uma série semelhante ao seu filme Gosford Park (2001). A série de TV Downton Abbey - escrita e criada por Fellowes - foi originalmente planejada como um spin-off de Gosford Park, mas foi desenvolvida como uma propriedade autônoma inspirada no filme, ambientada décadas antes. Embora Fellowes estivesse relutante em trabalhar em outro projeto semelhante a Gosford Park, em poucas semanas ele deu a Neame um esboço da primeira temporada. Influenciado por The Custom of the Country, de Edith Wharton, Fellowes escreve os roteiros e sua esposa Emma é uma editora informal das histórias.

### Filmagens
O Castelo de Highclere no norte de Hampshire é usado para as filmagens externas do castelo Downton Abbey e a maior parte das filmagens internas. A cozinha, os aposentos dos empregados e as áreas de trabalho, e alguns dos quartos do "andar de cima" foram construídos e filmados no Ealing Studios. A Bridgewater House na área de St James, em Londres, é a residência da família em Londres.

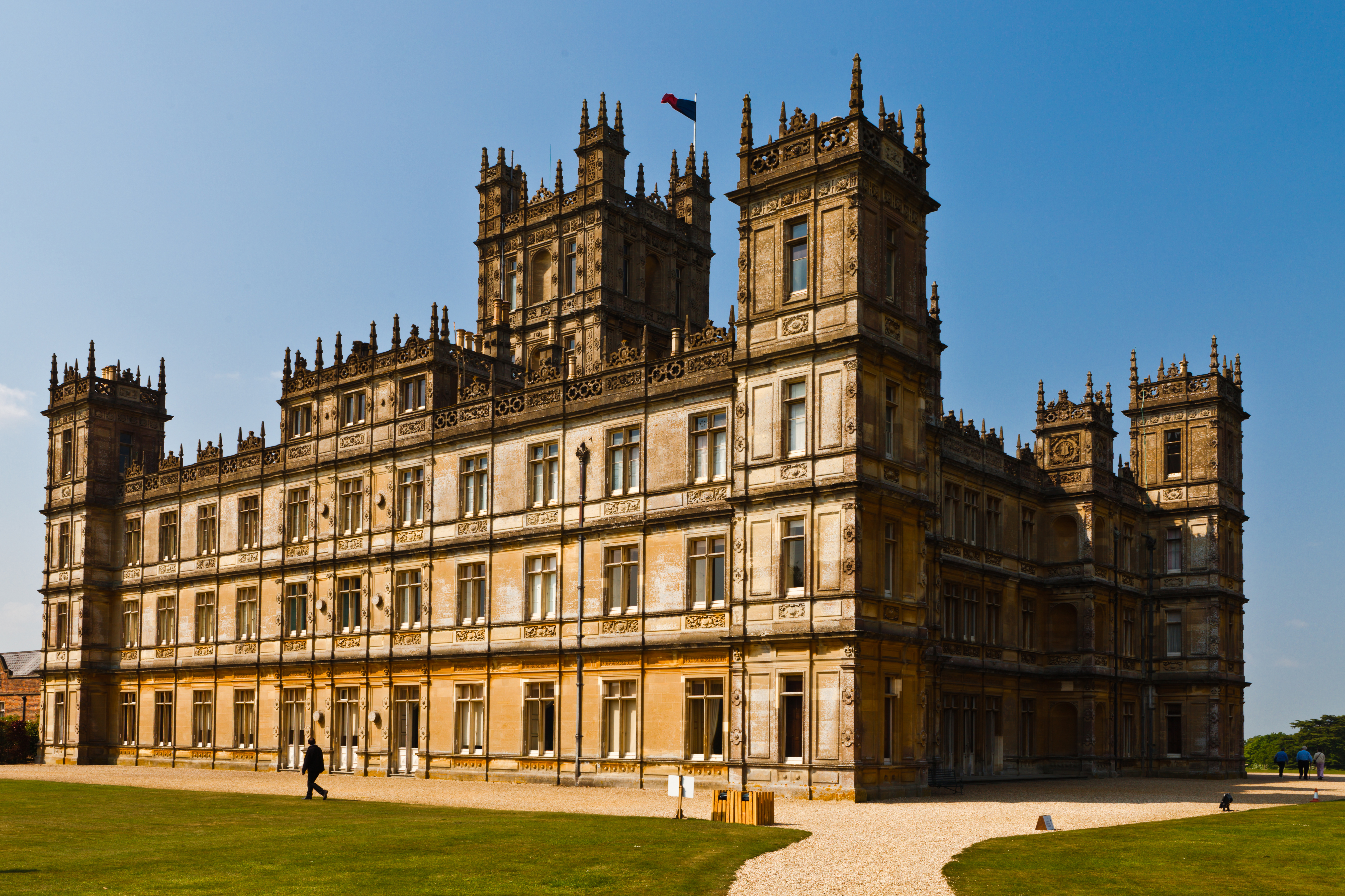
O Castelo de Highclere, principal cenário da série

Cenas ao ar livre são filmadas na vila de Bampton em Oxfordshire. Locais notáveis incluem a Igreja da Virgem de Santa Maria e a biblioteca, que servia de entrada para o hospital da casa de campo. A velha reitoria em Bampton é usada para cenas externas da casa de Isobel Crawley, com cenas internas filmadas em Hall Place perto de Beaconsfield em Buckinghamshire.

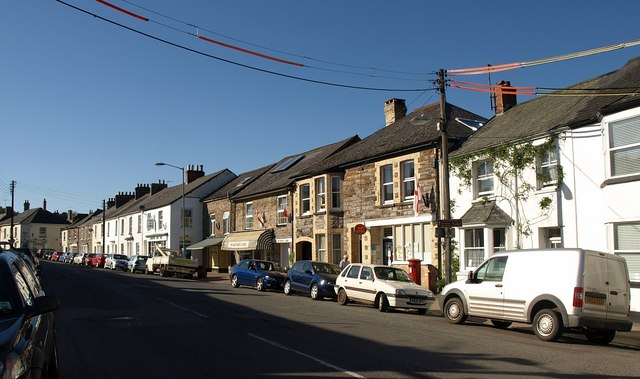
A vila de Bampton serviu como a vila de Downton

A Downton Abbey da série é descrita como situada em Yorkshire. As cidades de Easingwold, Kirkby Malzeard, Kirkbymoorside, Malton, Middlesbrough, Ripon, Richmond e Thirsk, cada uma mencionada pelos personagens da série, ficam em North Yorkshire, assim como a cidade de York, enquanto Leeds - mencionada da mesma forma - fica em West Yorkshire. A mídia de Yorkshire especulou que a localização geral da abadia fictícia de Downton seria em algum lugar na área triangulada entre as cidades de Easingwold, Ripon e Thirsk.
As cenas das trincheiras da Primeira Guerra Mundial na França foram filmadas em um campo de batalha de réplica especialmente construído para cenas de guerra de período perto da vila de Akenham na zona rural de Suffolk.
Muitos locais históricos e mansões aristocráticas foram usados para filmar várias cenas: O fictício Haxby Park, a propriedade que Sir Richard Carlisle pretende comprar na segunda temporada, faz parte da Waddesdon Manor em Buckinghamshire. Byfleet Manor em Surrey é o local da Casa Dower, lar de Violet, condessa viúva de Grantham, enquanto West Wycombe Park em Buckinghamshire é usado para as cenas internas da residência de Lady Rosamund (Samantha Bond) em Londres em Belgrave Square. Uma casa em Belgrave Square é usada para tomadas externas.
Partes da quarta temporada foram filmadas em The Historic Dockyard Chatham, Kent - The Tarred Yarn Store foi usada no episódio um como uma casa de trabalho onde a Sra. Hughes (Phyllis Logan) visita o Sr. Grigg (Nicky Henson) e no episódio dois, as ruas em The Historic Dockyard Chatham foi usado para as cenas em que Lady Rose MacClare (Lily James) está no mercado com James Kent (Ed Speleers) a observando.  A produção havia sido filmada anteriormente em Kent para a primeira temporada, onde a sequência de abertura de um trem passando pelo interior foi filmada na Kent & East Sussex Railway.

## Recepção

### Crítica profissional
No Metacritic, que atribui uma classificação normalizada de 100 às resenhas dos críticos convencionais, a primeira temporada recebeu uma pontuação média de 91, com base em 16 resenhas, o que indica "aclamação universal". Este resultado rendeu ao programa um Recorde Mundial do Guinness em 2011 por "As maiores avaliações críticas para um programa de TV", tornando Downton Abbey o programa de TV com melhor recepção crítica no mundo. A 4ª temporada de Breaking Bad ultrapassou o recorde de Downton Abbey no final do ano, com uma pontuação de 96, tornando a primeira temporada de Downton Abbey o segundo show com maior audiência de 2011.
A série é conhecida por seu retrato relativamente simpático da família aristocrática e da sociedade de classe do início do século XX na Grã-Bretanha. Isso gerou críticas da esquerda política e elogios da direita. James Fenton escreveu na The New York Review of Books, "é notável que os aristocratas da série, mesmo aqueles que deveriam ser os mais ridículos, nunca caem no tipo mais ofensivo de fala arrastada da classe alta que seria de esperar. Muito cuidado foi tomado para mantê-los agradáveis e acessíveis, mesmo quando as coisas que eles dizem às vezes mostram-se vinculadas à classe e insensíveis." Jerry Bowyer argumentou na Forbes que a simpatia pela aristocracia é exagerada, e que o show é simplesmente mais equilibrado do que a maioria dos dramas de época, que ele acredita terem uma tendência a demonizar ou ridicularizar personagens da classe alta. Ele escreveu que Downton Abbey mostra "não há necessidade inerente de uma boa TV ser deixada de lado. Histórias simpáticas à virtude, preservação da propriedade e admiração da nobreza e da riqueza podem ser contadas lindamente e para um grande público."

### Representatividade cultural
Embora Julian Fellowes apoie uma Irlanda unida, houve críticas aos personagens irlandeses estereotipados usados na série, especificamente o personagem do irmão de Tom Branson, Kieran, retratado como um bêbado rude e grosseiro. Allen Leech, que interpreta Tom Branson, defendeu a série afirmando que o show não retratava personagens irlandeses de forma pejorativa. O personagem de Branson recebeu algumas críticas na Irlanda no The Irish Times, que descreveu o personagem como "um republicano irlandês que se tornou um campeão de Downton".
O personagem do conde de Grantham ocasionalmente expressa visões católicas negativas e é descrito, pelo The Washington Post, como "xenófobo", mas "pelo menos historicamente preciso". Fellowes, ele próprio um católico romano, explicou que escolheu abordar isso em termos de "aquele anticatolicismo casual, quase inconsciente que foi encontrado entre as classes altas, que durou até meus anos de crescimento", acrescentando que ele "pensava nisso pode ser interessante "explorar isso na série e descrever suas próprias experiências em que a aristocracia" ficava feliz por você vir aos bailes deles ou atirar em seus faisões, mas havia muitos que não queriam que você se casasse com suas filhas e arriscasse seus netos católicos".

### Prêmios e Indicações
Downton Abbey foi aclamada pela crítica de televisão e ganhou diversos prêmios, incluindo um Globo de Ouro de Melhor Minissérie ou Telefilme, um prêmio BAFTA, e um prêmio Primetime Emmy Award de Minissérie Excepcional. O programa foi reconhecido pelo Guinness World Records como a série de televisão em inglês mais aclamada pela crítica de 2011. Ela recebeu o maior número de indicações de qualquer série de televisão internacional na história do Primetime Emmy Awards, com vinte e sete no total (após duas temporadas). Foi a série de televisão mais assistida em ambas, na ITV e na PBS, e subsequentemente tornou-se a série dramática britânica de maior sucesso desde a série de televisão Brideshead Revisited, de 1981. Na terceira temporada, tornou-se um dos programas de televisão mais assistidos do mundo.

## Impacto cultural
Alguns dos itens de moda usados por personagens no programa viram um forte renascimento do interesse no Reino Unido e em outros lugares durante a exibição da série, incluindo golas engomadas, saias midi, vestidos de miçangas e mantas de caça.
A decoração usada em Downton Abbey inspirou o representante dos Estados Unidos, Aaron Schock, a redecorar seus escritórios no Congresso em um estilo mais luxuoso. Ele reembolsou o custo de US$ 40.000 de redecoração após um exame minucioso de suas despesas e perguntas sobre o uso de dinheiro público para benefício pessoal, e, subsequentemente, renunciou em março de 2015.

## Projetos derivados

### Livros
The World of Downton Abbey, um livro que mostra os bastidores de Downton Abbey e a época em que se passa, foi lançado em 15 de setembro de 2011. Foi escrito por Jessica Fellowes (sobrinha de Julian Fellowes) e publicado pela HarperCollins.
Um segundo livro também escrito por Jessica Fellowes e publicado pela HarperCollins, The Chronicles of Downton Abbey, foi lançado em 13 de setembro de 2012. É um guia para os personagens do programa durante o início da terceira série.

### Filmes
Em 13 de julho de 2018, um longa-metragem foi confirmado, com produção a começar em meados de 2018. O filme foi escrito por Julian Fellowes e é uma continuação da série de TV, com direção de Brian Percival. Foi distribuído pela Focus Features e pela Universal Pictures. O filme foi lançado no Reino Unido em 13 de setembro de 2019 e nos Estados Unidos uma semana depois, em 20 de setembro de 2019. Uma sequência do filme começou a ser filmada em abril de 2021, e espera-se que seja lançado em dezembro de 2021.